# 폴 스코필드
폴 스코필드(Paul Scofield, CH, CBE, 1922년 1월 21일 ~ 2008년 3월 19일)는 영국의 배우이다.

## 서훈
- 1956년 대영 제국 훈장 3등급(CBE)
- 2001년 컴패니언 오브 아너(Order of the Companions of Honour, CH)

## 참여 작품
- 대열차 작전
- 사계절의 사나이
- 레드 텐트
- 헨리 5세 (1989년 영화)
- 햄릿 (1990년 영화)
- 퀴즈 쇼 (영화)
- 크루서블